# Війна Антіоха I з північною лігою
Війна Антіоха I з північною лігою – конфлікт держави Селевкідів з об’єднанням ряду елліністичних міст та варварських правителів на північному заході Малої Азії, котрий стався у першій половині 270-х років до н. е.

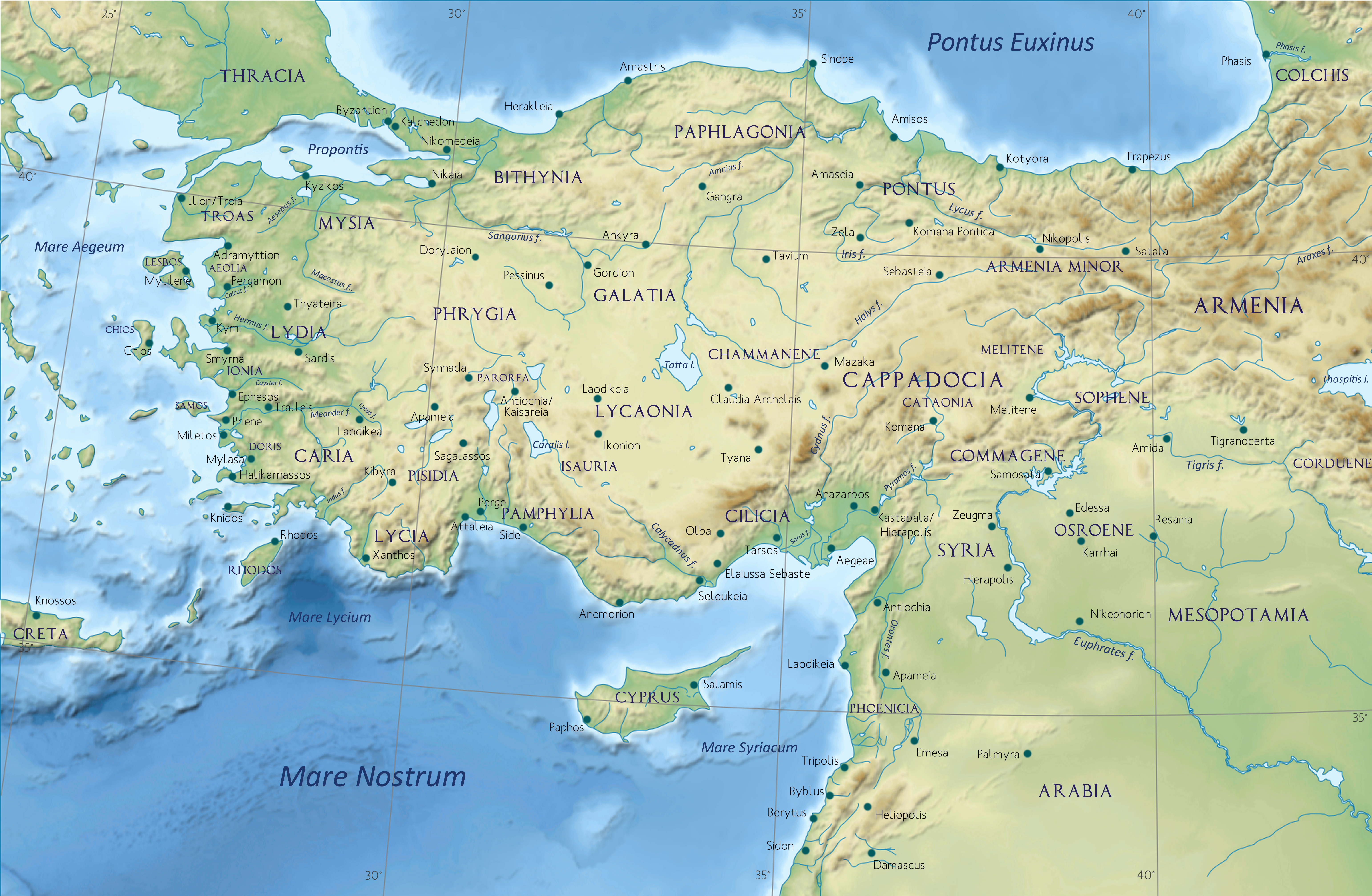
Карта Малої Азії з позначеними античними регіонами (зокрема, згадані у статті Віфінія, Галатія, Фригія, Іонія, Карія, Пісідія, Каппадокія, Вірменія) та містами (зокрема, Візантій, Халкедон, Гераклея, Амастрида, Кізік, Пергам, Мілет, Ефес, Келени (Апамея))

## Формування північної ліги
Станом на 281 рік до н. е. держава Александра Македонського (за окремими винятками) була зібрана під контролем трьох правителів – царя Македонії (та Малої Азії) Лісімаха, царя Сирії (та всіх східних провінцій) Селевка і єгипетського володаря Птолемея II (незадовго до того наслідував своєму батькові – котрий, як і два попередні, був колись полководцем Александра). Битва при Корупедіумі, в якій загинув Лісімах, начебто віддала у руки Селевка майже всю державу, проте останній був зрадницьки вбитий своїм супутником Птолемеєм Керавном, котрий поспішив до Македонії зайняти престол. Ця подія здійняла у Малій Азії бурю амбіцій, коли різні елліністичні та варварські правителі і міста виступили проти спадкоємця нещодавнього повелителя – сина Селевка Антіоха I.
У центральній частині півострова біля 280 р. до н. е. каппадокійський правитель Аріарат II за підтримки царя Вірменії Єрванда III завдав поразки полководцю Селевкідів Амінті, що по суті знаменувало створення у північних та східних районах Каппадокії незалежного царства (можливо відзначити, що ще за життя Селевка у 281 р. до н.е. його полководець Діодор зазнав поразки від невідомого правителя у "Каппадокії" – припускають, що в даному випадку йдеться про Мітридата I, царя Понта, який первісно мав назву Понтійська Каппадокія). Приблизно тоді ж до західних районів Малої Азії прибув полководець Антіоха Патрокл, котрий вислав свого помічника Гермогена проти представника ще однієї варварської династії – правителя Віфінії Зіпойта I. У наступній боротьбі останній здобув перемогу, а Гермоген звитяжно загинув. На південному та західному узбережжях півострова ряд територій захопив Птолемей II (так звана Карійська війна 280-279 рр. до н. е.), котрий скористався кризою у державі сирійських царів для розбудови своєї морської торгівельної імперії.
На той час на південно-західному узбережжі Чорного моря почала формуватись коаліція елліністичних міст, котрі не бажали визнати зверхність Антіоха I, яка включала Візантій, Халкедон та Гераклею Понтійську. Останнє місто ще нещодавно управлялось царями та мало великі власні амбіції. Ескадра його кораблів діяла у складі флоту Птолемея Керавна (втім, невідомо, чи вона перейшла на його бік разом із флотом Лісімаха, чи була спеціально послана Керавну) та відіграла вирішальну роль у перемозі над флотом Антигона II – ще одного претендента на македонський престол, котрий володів рядом областей у Греції та після смерті Селевка рушив на північ з метою оволодіти царством свого батька. Участь в бойових діях на стороні Керавна засвідчує відмову Гераклеї від визнання зверхності нового селевкідського царя.

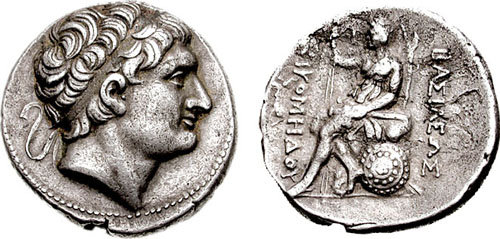
Цар Віфінії Нікомед I

Якщо якість гарнізони на захід від проток, що зв’язують Чорне та Егейське моря, й підтримали Антіоха I, перехід на бік Птолемея Керавна гарнізону Лісімахії закрив можливості до надання їм допомоги – розташована на Херсонесі Фракійському (Галліполійський півострів), вона блокувала переправу через Дарданели (тоді як Босфор знаходився під контролем розташованих на його протилежних берегах Візантію та Халкедону). Це призвело до швидкої відмови Антіоха I від боротьби за македонський престол та його замиренню (щонайменше, неформальному) із Керавном. Як наслідок, тепер сирійський цар мав змогу зосередитись на підкоренні віфінців та міст на південному узбережжі Чорного моря.
Тим часом варварська Віфінія стала ще одним учасником сформованої в Малій Азії північної ліги. 279 року до н. е. помер звитяжний віфінський цар Зіпойт I, після чого царство розкололось на володіння Нікомеда I та Зіпойта II. Перший знайшов союзника у Гераклеї Понтійській, котрій подарував ряд спірних територій – зручно для Нікомеда, вони знаходились у тій частині царства, котрою володів Зіпойт. Мешканці Гераклеї виграли в останнього криваву битву та захопили обіцяні Нікомедом землі – ймовірно, йшлося про грецькі міста Тій (Tium, Tios – за шість десятків кілометрів по узбережжю на північний схід від Гераклеї, в усті сучасної річки Фільос) та Cieirus, котрі надалі згадуються як учасники північної ліги.

## Союзники Антіоха

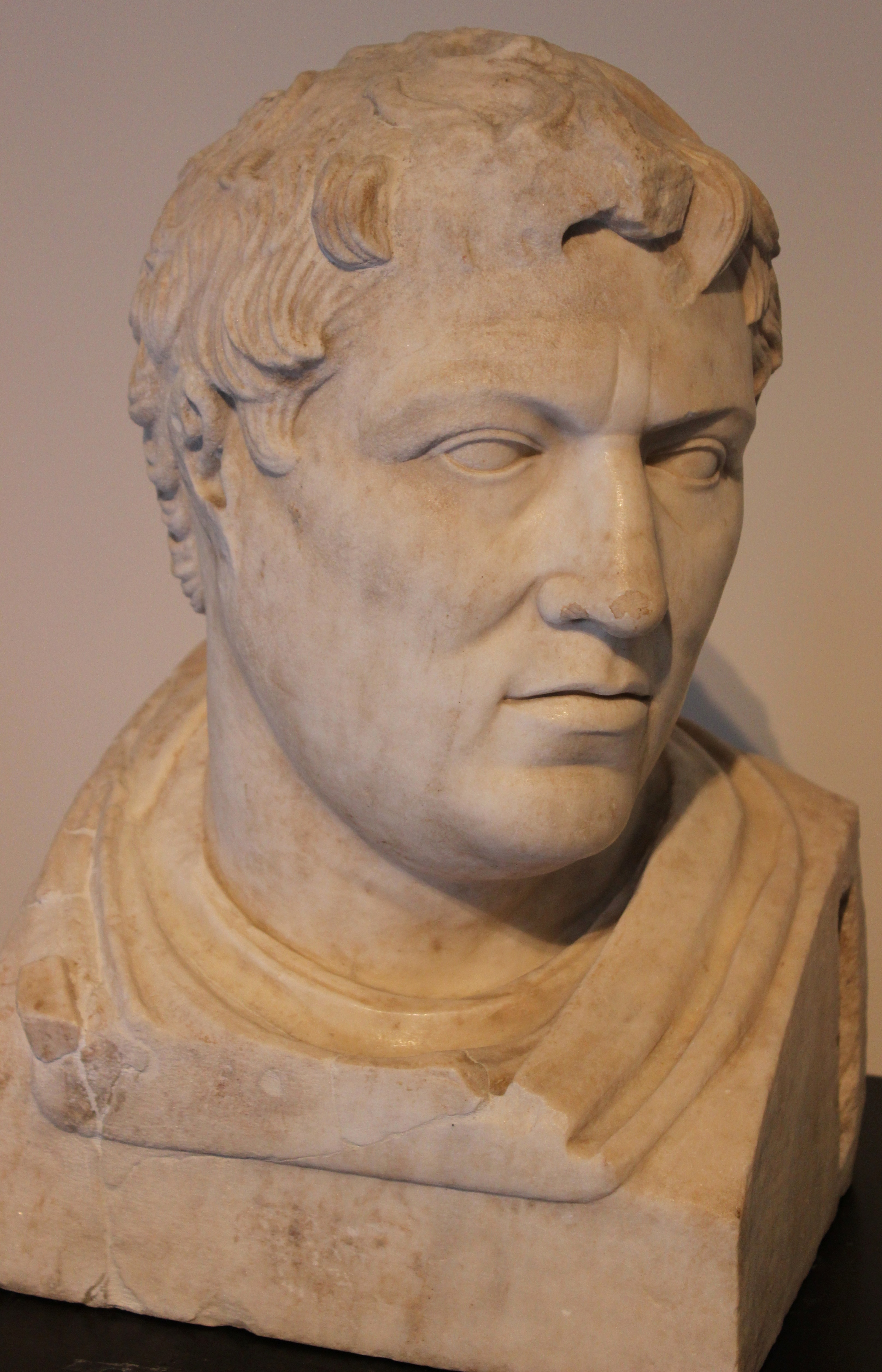
Правитель Пергама Філетер

Серед союзників сирійського царя передусім варто назвати Філетера, правителя міста Пергам, де у спорудженій на високій горі цитаделі знаходилась скарбниця Лісімаха. З початком чвар в сім'ї цього царя Філетер став один з тих, хто виступив проти Лісімаха та закликав на поміч Селевка. Після вбивства останнього Філетер не пошкодував великих коштів для викупу його тіла у Птолемея Керавна та після урочистого поховання відіслав попіл Антіоху. Таким чином, пергамський правитель без сумніву демонстрував лояльність Селевкідам, котра, втім, не заходила надмірно далеко. Скарбниця залишалась під контролем Філетера, котрий витрачав її для встановлення гарних стосунків з оточуючими елліністичними містами (а за півтора десятки років після війни з північною лігою наступний пергамський володар Евмен взагалі виступив проти Антіоха I та завдав йому поразку). 
На південному узбережжі Пропонтиди (Мармурове море) знаходилось велике місто Кізік. Про його дотичність до війн першої половини 270-х років до н. е. свідчить отримана від Філетера велика допомога на відшкодування збитків, завданих нападами учасників північної ліги та ще якогось невідомого ворога.
А у південному Причорномор'ї за три десятки кілометрів на північний схід від Тія (та, відповідно, майже за сотню кілометрів від Гераклеї) знаходився елліністичний поліс Амастрида. Ним управляв тиран Евмен, котрий, ймовірно, був братом пергамського правителя та намагався протистояти спробам гераклеотів узяти Амастриду під свій контроль.

## Початок бойових дій Антіоха I проти Північної ліги

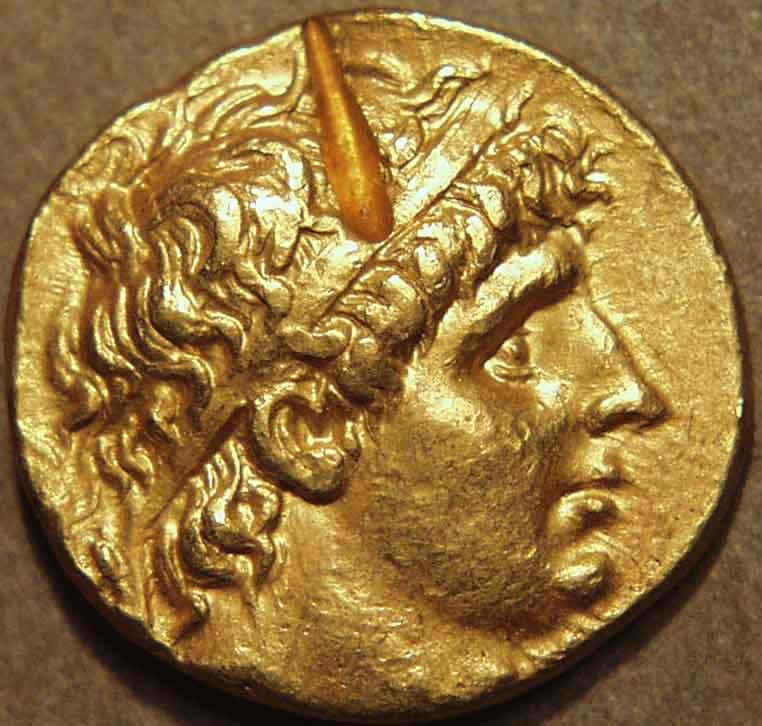
Зображення на монетах Антіоха I

Не пізніше 277 року до н. е. сам Антіох I прибув до Малої Азії. До того він частково розв’язав собі руки, уклавши мир з могутнім єгипетським царем Птолемеєм II (хоча, напевно, і втратив при цьому окремі території). Флот Антіоха обігнув півострів та наблизився до Босфору, де його перестріла ескадра Гераклеї Понтійської. Супротивники багато маневрували проте до вирішальної сутички так і не дійшло. У будь-якому випадку, флотоводці північної ліги не допустили нападу сирійців на своє узбережжя.
Тоді ж Антіох I отримав нового ворога – згаданого на початку статті Антигона II Гоната. Відносини між ними погіршали та перейшли у бойові дії, про перебіг яких нічого не відомо. Втім, цей конфлікт тривав недовго та завершився примиренням. Антігон у 277 р. до н. е. вирушив до Македонії, котру після загибелі Птолемея Керавна  у битві з галатами (280/279 р. до н. е.) спустошували орди останніх. Тут Антігон завдав галатам нищівної поразки під Лісімахією та нарешті закріпив за собою Македонське царство. Втім, на той час значна частина нападників покинула межі Європи, втрутившись у війну Північної ліги. 

## Поява галатів у Малій Азії
У 277 р. до н. е. одна з галатських орд під орудою Леонорія підійшла до Візантію. Не маючи необхідних для облоги машин, вони почали спустошувати сільськогосподарську округу міста. Учасники північної лігі надали союзнику допомогу (зокрема, велику грошову суму надіслала Гераклея), проте запобігти плюндруванню хори вони не могли. Тим часом інше галатське військо на чолі вождем Лутарієм отаборилось біля Геллеспонту (Дарданелл). Тут воно захопило п’ять суден, котрими прибуло посольство з Македонії. Їх одразу почали використовувати для перевезення вояків на азійський берег до Троади, втім, кораблів, без сумніву, було замало – галатів налічувалось кілька десятків тисяч, не рахуючи супутнього скарбу (кельти пересувались разом зі своїми сім’ями, так що лише половина приходилась на вояків).
У цей момент правитель Віфінії Нікомед вирішив використати галатів як ударну силу проти своїх ворогів, передусім – брата Зіпойта II. Він відправив до Леонорія посланця з пропозицією забезпечити жалуванням, зброєю, харчами та гарними землями під поселення в обмін на допомогу. Спершу кілька спроб транспортувати кораблями віфінців зголосившихся на цю пропозицію галатів виявились невдалими, оскільки мешканці Візантія відмовлялись надати свою згоду. Втім, вони також не були зацікавлені у перебуванні на своїх землях кельтської орди, тому у  підсумку була укладена тристороння угода. Відповідно до неї, галати повинні були: завжди підтримувати Нікомеда, його нащадків та союзників; перед тим, як найнятись до інших правителів, спершу отримати згоду від Нікомеда; бути друзями для друзів Нікомеда та ворогами його ворогів; бути друзями Візантію та, якщо знадобиться, жителям Гераклеї, Халкедону, Тія та Cieirus-а.
Одразу після підписання цієї угоди кораблі віфінців взялись доправляти нових союзників на азійський берег.

## Боротьба з галатами

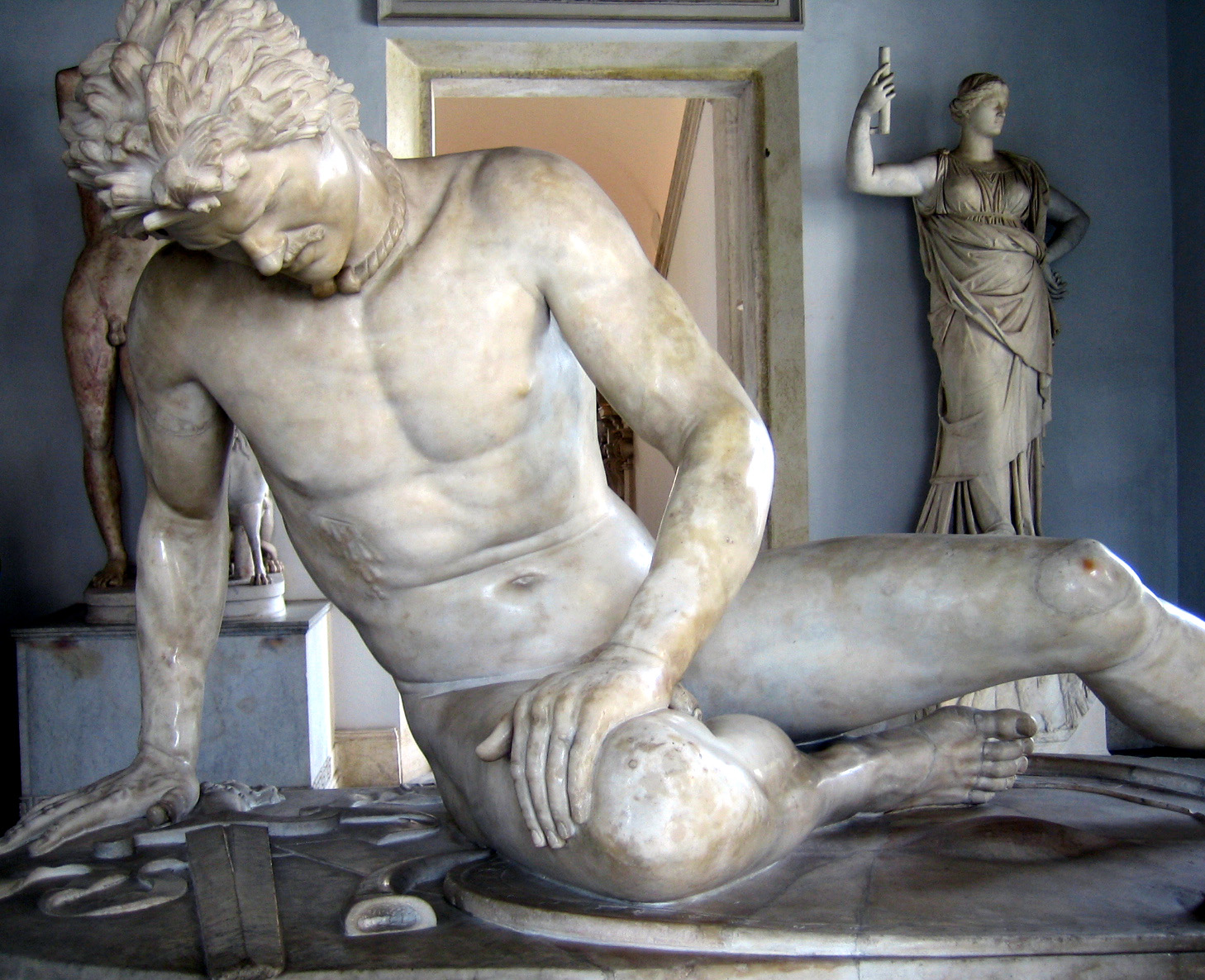
Скульптура «Вмираючий галл» (створена на відзнаку пізнішої, аніж описані в статті події, перемоги пергамського царя над галатами у 241 р. до н. е.)

Перевезені до Малої Азії галати напали на ту частину Віфінії, котра знаходилась під контролем Зіпойта II, та розгромили його. Певний час він ще чинив спротив у долині Сангарія (Сакар’ї), проте біля 276 року до н. е. загинув. Самі ж галати розповсюдили спутошливі набіги на підконтрольні Селевкідам території на заході півострова. Детальних відомостей про їх походи немає, проте переданий античними джерелами жах перед галатами засвідчує серйозність становища.
На заході вони дійшли до Іонії. Місто Еритри (дещо північніше сучасного Чешме, на узбережжі навпроти острова Хіос) вимушене було відкупитись. Біля Мілету галати захопили жінок із релігійної процесії та зажадали великий викуп. Мешканці Ефесу оповідали легенду про дівчину-зрадницю, подібну до оповіді про римську Тарпею. На півдні набіги сягнули південних меж Фригії, де остання переходить в сувору та дику Пісідію. У місті Келени вважали, що врятувались лише завдяки втручанню бога, котрий здійняв бурю та спричинив повінь (надалі мешканці Келен були переведені Антіохом I до закладеної трішки південніше Апамеї). Мешканці меншого фригійського міста Фемісоній заховались від ворога у великій печері. На північному заході галати, ймовірно, були тим самим невідомим ворогом, котрий разом із силами північної ліги напав на місійське місто Кізік (вище згадувалось, як правитель Пергаму надавав йому допомогу для відшкодування збитків). 
У підсумку в 276 чи 275 році до н. е. в «битві слонів» Антіох I зміг завдати галатам нищівної поразки – але суто завдяки використанню незнайомих кельтським воїтелям азійських тварин, котрі перелякали коней. За цю звитягу сирійський цар отримав прізвисько Сотер, тобто «Рятівник», під яким і ввійшов до історії.
Втім, самим лише вторгненням галатів північна ліга досягнула свої цілей, оскільки Антіох I більше ніколи не вів бойових дій проти її учасників (можливо відзначити, що невдовзі після «битви слонів» його мала відволікти 1-ша Сирійська війна із Птолемеєм, а через певний час він був вимушений боротись вже і проти свого колишнього союзника Пергама). Галати ж обрали для поселення рівнини східної Фригії (зокрема, район Анкари), утворивши таким чином буфер між Віфінією та володіннями Селевкидів.

## Див.також
Кампанії Антіоха II в районі Пропонтиди
Карійська війна
Боротьба Птолемеїв за північно-східну Егеїду